# 肩幅の未来
「肩幅の未来」（かたはばのみらい）は、演歌歌手の長山洋子がアイドルとして活動していた時期に発表された楽曲。1989年7月5日にビクター音楽産業から通算16枚目のシングルとして発売された。

## 背景
前作「瞳の中のファーラウェイ」から5ヶ月後に発売され、アイドル時代の最後のオリジナル作品となり、長山はこの後カバー曲を1曲挿んで、1993年に演歌歌手として再デビューすることになる。

## 制作
作詞は中島みゆきが担当している。中島はこれまで研ナオコをはじめ、桜田淳子や柏原芳恵などに楽曲提供していたが、前年は工藤静香に「FU-JI-TSU」と「MUGO・ん…色っぽい」の2曲を歌詞のみ提供しており、本作はそれに続く歌詞提供作品となる。
作曲は筒美京平が担当し、1985年の「夢うつつ」以来の楽曲提供となる。なお中島と筒美がコンビを組むのは、1983年に郷ひろみに提供したシングル「美貌の都」以来で、後に中島自身が「美貌の都」と本作を、アルバム『御色なおし』『回帰熱』でセルフカバーしている。

## 収録曲
| 全作詞: 中島みゆき、全作曲: 筒美京平、全編曲: 山川恵津子。 |                    |            |            |      |
| #                                                          | タイトル           | 作詞       | 作曲・編曲 | 時間 |
| 1.                                                         | 「肩幅の未来」     | 中島みゆき | 筒美京平   | 4:13 |
| 2.                                                         | 「な・ま・い・き」 | 中島みゆき | 筒美京平   | 4:47 |
| 合計時間:                                                  | 合計時間:          | 9:00       |            |      |

| 全作詞: 中島みゆき、全作曲: 筒美京平、全編曲: 山川恵津子。 |                                      |            |            |      |
| #                                                          | タイトル                             | 作詞       | 作曲・編曲 | 時間 |
| 1.                                                         | 「肩幅の未来」                       | 中島みゆき | 筒美京平   | 4:13 |
| 2.                                                         | 「肩幅の未来」(オリジナル・カラオケ) | 中島みゆき | 筒美京平   | 4:13 |
| 合計時間:                                                  | 合計時間:                            | 8:26       |            |      |

| 全作詞: 中島みゆき、全作曲: 筒美京平、全編曲: 山川恵津子。 |                                          |            |            |      |
| #                                                          | タイトル                                 | 作詞       | 作曲・編曲 | 時間 |
| 1.                                                         | 「な・ま・い・き」                       | 中島みゆき | 筒美京平   | 4:47 |
| 2.                                                         | 「な・ま・い・き」(オリジナル・カラオケ) | 中島みゆき | 筒美京平   | 4:47 |
| 合計時間:                                                  | 合計時間:                                | 9:34       |            |      |

## 収録アルバム
- 25th ANNIVERSARY YOKO NAGAYAMA IDOL COMPLETE BOX〜LEGEND of VENUS〜 (#1、#2)
- 中島みゆき SONG LIBRARY 1  (#1)
- 中島みゆき SONG LIBRARY 4  (#2)
- HISTORY〜筒美京平アルティメイト・コレクション 1967〜97 Vol.2  (#1)
- 筒美京平 GOLDEN HITSTORY 〜なんてったってアイドル〜  (#1)
- 筒美京平 Hitstory Ultimate Collection 1967〜1997 2013Edition  (#1)

## カバー
肩幅の未来
| アーティスト | 収録作品（初出のみ） | 発売日         | 生産番号      | 備考         |
| ------------ | -------------------- | -------------- | ------------- | ------------ |
| 中島みゆき   | 回帰熱               | 1989年11月15日 | CD:PCCA-00008 | セルフカバー |
| 中島みゆき   | 回帰熱               | 1989年11月15日 | CT:PCCA-00007 | セルフカバー |